# Rhinopalpa birmana
Rhinopalpa birmana är en fjärilsart som beskrevs av Hans Fruhstorfer 1897. Rhinopalpa birmana ingår i släktet Rhinopalpa och familjen praktfjärilar. Inga underarter finns listade.